# OpenSeaMap

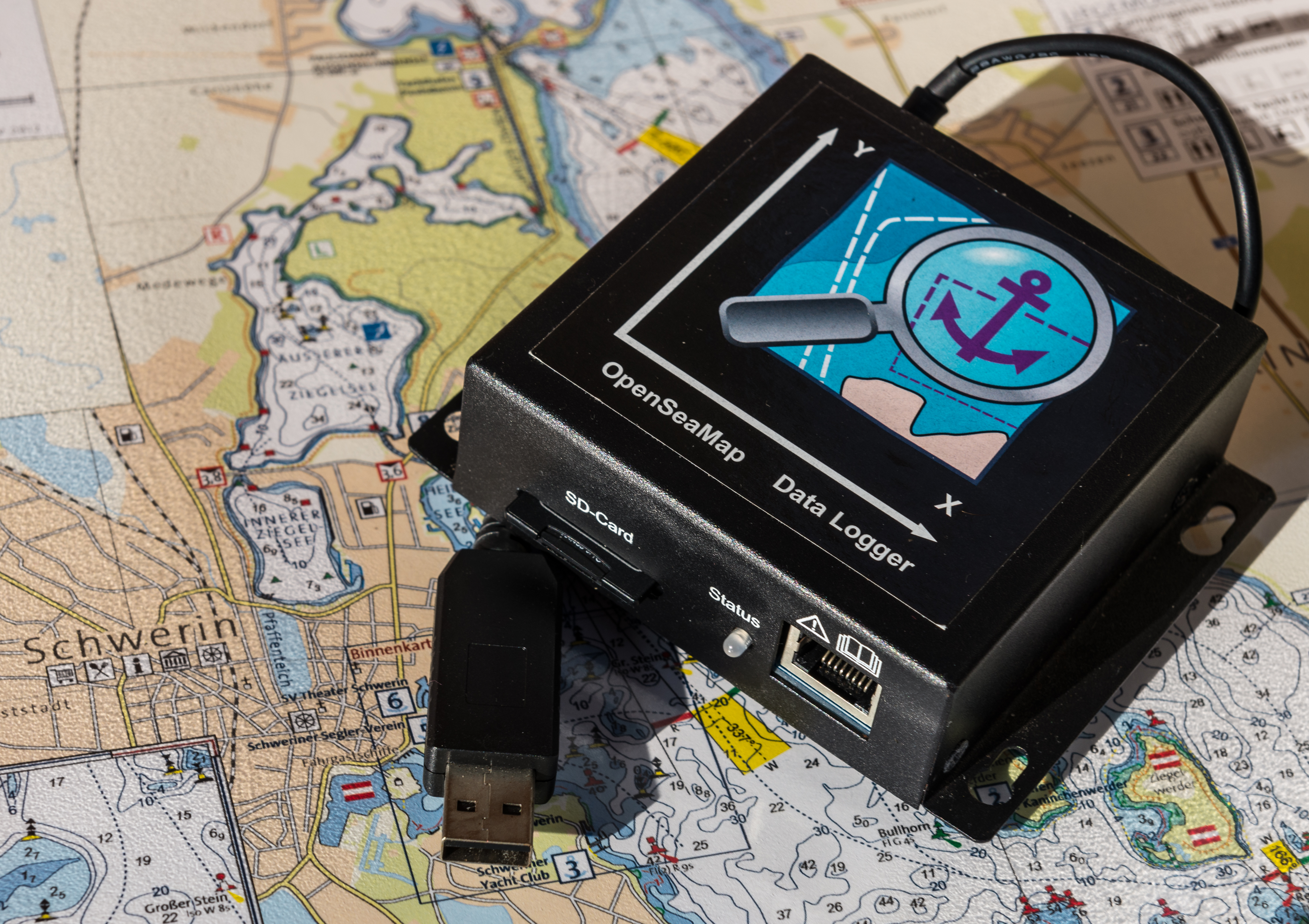
OpenSeaMap Data Logger

OpenSeaMap — открытый веб-картографический проект, целью которого является сбор свободно используемой информации о средствах навигационной обстановки и пространственных данных полезных для мореплавателей. Карта доступна на веб-сайте OpenSeaMap, а также для скачивания, для использования в качестве электронной карты для автономных приложений.
Проект является частью проекта OpenStreetMap. OpenSeaMap использует ту же базу данных и дополняет пространственные данные с навигационной информацией. Эти данные могут быть свободно использованы в рамках Open Database License. Таким образом возможно их использование в печатных материалах, веб-сайтах и приложениях, например навигационном программном обеспечении, не будучи ограниченным лицензиям или необходимостью платить взносы. Не требуется указания OpenSeaMap в качестве источника данных для использования данных.

## История
Идея проекта пришла разработчикам OpenStreetMap осенью 2008 года на конференции в Linux отеле в Эссене. Судовладельцы и программисты решили в рамках проекта OpenStreetMap, позаботиться об океанах и внутренних водах. Этот проект был с самого начала задуман как многоязычный.